# Roba Helane
Roba Helane ou Ruba Hilani est une cycliste sur route syrienne. Elle termine championne nationale en 2014.

## Palmarès
2010
Seule représentante arabe lors du championnat asiatique qui se déroule en avril 2010, elle termine à la 11ème place,
2011
Représentante de la Syrie lors du Championnats du monde de cyclisme sur route 2011,
6ème lors de la course Syrienne Golan I et 7ème au Golan II qui se déroulent sur le plateau du Golan
2014
Championne de Syrie de cyclisme sur route
2015
1ère place au championnat en Syrie sur route
1ère place au championnat en Syrie en contre la montre